# Livezi (Harghita)
Livezi (Hongaars: Lóvész)  is een dorp in de comună Mihăileni in het district Harghita, Transsylvanië, Roemenië.